# 4. deild karla
Il 4. deild karla è il quinto e penultimo livello del campionato islandese di calcio. La squadra vincitrice accede alla 3. deild karla
La 4.deild karla, nasce nel 2013 con la trasformazione della 3.deild karla in un girone unico nazionale, ricalcandone la vecchia formula dei gironi all'italiana con play-off per decretare il vincitore del torneo fino al 2024, quando fu inserita nel sistema calcistico islandese la 5.deild karla e rendendo la 4. deild karla un campionato a girone unico.
Il campionato è composto in un unico girone che racchiude 10 squadre e che fa scontrare una squadra con tutte le altre per due volte, una in casa e l'altra in trasferta. Le prime due classificate si qualificano per i play-off. A queste si aggiungono la terza classificata per arrivare al numero di 3 per i play-off.

## Play-off

### Formato attuale
I play-off si giocano ad eliminazione diretta. Dopo i sorteggi, le squadre giocano due partite, una in casa e una in trasferta. La squadra vincitrice guadagna l'accesso al turno successivo. Non c'è la regola dei gol fuori casa, ragion per cui se le due partite terminano con un risultato di parità, vengono disputati i tempi supplementari. Se la parità persiste anche ai supplementari, il vincitore viene deciso ai calci di rigore.

## Albo d'oro
| Edizione | Vincitore        |
| -------- | ---------------- |
| 2013     | Einherji         |
| 2014     | Álftanes         |
| 2015     | Vængir Júpíters  |
| 2016     | Berserker        |
| 2017     | KH Reykjavík     |
| 2018     | Reynir Sandgerði |
| 2019     | Ægir             |
| 2020     | ÍH               |
| 2021     | KH Reykjavík     |
| 2022     | Einherji         |
| 2023     | Vængir Júpíters  |
| 2024     | Tindastóll       |

## Squadre 2025
- Vængir Júpíters
- Elliði
- Álftanes
- Kría
- KFS
- KA Asvellir
- Hildarendi
- Hacnir
- Hamar Ruins
- Árborg